# Zeynab Khanlarova
Zeynab Khanlarova (en azerí: Zeynəb Xanlarova) es cantante de Azerbaiyán, Artista del pueblo de la RSS de Azerbaiyán (1975), de la RSS de Armenia (1978) y de la Unión Soviética (1980).

## Biografía
Zeynab Khanlarova nació el 28 de diciembre de 1936 en Bakú. En 1961 se graduó del Colegio de Música de Bakú y se convirtió en solista de Teatro de Ópera y Ballet Académico Estatal de Azerbaiyán. 
A lo largo de su carrera interpretó el papel “Leyli” en la ópera “Leyli y Medzhnun”, “Asli” en la ópera “Asli y Karam” de Uzeyir Hajibeyov, “Arabzangi” en la ópera “Shah Ismayil” de Muslim Magomayev. Su repertorio incluye mugam y canciones de Tofig Guliyev, Arif Malikov, Alakbar Taghiyev, Emin Sabitoglu, Qara Qarayev, Fikret Amirov y otros compositores famosos. La cantante ha celebrado muchos conciertos en Azerbaiyán, Rusia, Ucrania, Letonia, Moldavia, Bielorrusia, Kazajistán, Uzbekistán, Turkmenistán, India, China, Irán, Irak, Egipto, Israel, Turquía, Georgia, Bulgaria, Alemania, Polonia, Hungría, Austria, Finlandia, Suecia, República Checa y Estados Unidos.
Zeynab Khanlarova fue el diputado de Sóviet Supremo de la RSS de Azerbaiyán en 1985-1990 y de  Asamblea Nacional de la República de Azerbaiyán desde 1995.

## Premios y títulos
- Orden de la Insignia de Honor (1971)
- Artista del Pueblo de la RSS de Azerbaiyán (1975)
- Artista del pueblo de la URSS (1980)
- Orden de la Amistad de los Pueblos (1986)
- Orden Shohrat (1996)
- Orden Istiglal (2006)
- Orden Heydar Aliyev (2016)[3]